# Hrušica (gmina Ilirska Bistrica)
Hrušica – wieś w Słowenii, w gminie Ilirska Bistrica. W 2018 roku liczyła 274 mieszkańców.